# Apostolepis parassimilis
Espèce
Apostolepis parassimilis  est une espèce de serpents de la famille des Dipsadidae.

## Répartition
Cette espèce est endémique du Brésil. Elle se rencontre dans les États de Bahia et du Minas Gerais.

## Publication originale
- de Lema & Renner, 2011 : A new species of Apostolepis (Serpentes, Colubridae, Elapomorphini), belonging to assimilis group, found in Brazilian Cerrado. Ciência em Movimento, vol. 13, no 27, p. 71-76.